# Gwangju (Gyeonggi)
Gwangju é uma cidade sul-coreana localizada na província de Gyeonggi, à sudeste de Seul.
Bunwon-ri em Gwangju teve um importante papel na produção de cerâmica durante a dinastia Joseon. Tinha fornos oficiais e produziu excelente qualidade de porcelana branca para uso na corte real e para exportar à China.

## História moderna
Em 1962, 4 myuns (vilas) incluindo 5 ris (aldeias) foram incorporados à Seul.
Em 1973, 6 dos ris foram separados e estes tornaram-se partes da cidade de Seongnam. Em 1979, o myun de Gwangju foi elevado à eup. Na verdade, Gwangju era um condado, mas foi elevado à categoria de cidade em 2001.

## Cidades-irmãs
- Dornogovĭ, Mongólia
- Zibo, China